# Barrio de Shira
Barrio de Shira, även Barrio de Chira, är en ort i Mexiko, tillhörande kommunen Ixtlahuaca i den västra delen av delstaten Mexiko. Orten hade 116 invånare vid folkräkningen 2010.